# Flora Robson
Flora Robson, född 28 mars 1902 i South Shields, County Durham (i nuvarande Tyne and Wear), död 7 juli 1984 i Brighton, East Sussex, var en brittisk skådespelare med skotskt ursprung. 
Robson scendebuterade då hon var 19 år gammal. Flora Robson satsade på karaktärsroller såsom rollen som Elisabet I av England i Eld över England och Slaghöken. Robson nominerades till en Oscar för sin biroll i Högt spel i Saratoga. Hon dubbades till kommendör av 1 klass av brittiska imperieorden 1960 (DBE).

## Filmografi i urval
- 1937 – Eld över England
- 1939 – Svindlande höjder
- 1940 – Slaghöken
- 1945 – Högt spel i Saratoga
- 1947 – Svart narcissus
- 1948 – Saraband
- 1963 – Mord, sa hon
- 1964 – Dessa fantastiska män i sina flygande maskiner
- 1965 – A King's Story
- 1966 – David Copperfield
- 1972 – Alice i Underlandet
- 1979 – A Man Called Intrepid (TV-serie)
- 1980 - A Tale of Two Cities (TV-film)
- 1981 – Gudarnas krig